# Томашув-Любельски
Тома́шув-Любе́льски (пол. Tomaszów Lubelski)  —  город  в Польше, входит в Люблинское воеводство,  Томашувский повят.  Имеет статус городской гмины. Занимает площадь 13,33 км². Население — 20 261 человек (на 2004 год).

## История
Город был основан в конце XVI века Яном Замойским. Под своим нынешним названием известен с 1613 года, когда он был переименован в честь сына Замойского, Томаша. Городской устав получил в 1621 году. Административно город находился в Белзском воеводстве Малопольского воеводства Польши. В 1914 году во время Первой мировой войны вокруг города происходили серьёзные бои.
17–26 сентября 1939 года, между Польшей и Германией произошла битва при Томашове-Любельском, город подвергся бомбардировке и оказался под немецкой оккупацией. Еврейская община города, численность которой в 1939 году составляла более 5600 человек, подверглась преследованиям.  Сначала евреев поместили в гетто, созданное в городе, а затем в 1942 году уничтожили их в лагере смерти Белжец, расположенном в нескольких километрах к югу от города. Еврейская община прекратила свое существование.
В 1975–1998 годах город административно входил в состав Замосцкого воеводства.
В селе есть православная церковь Святого Николая, построенная в стиле русского Возрождения между 1885 и 1890 годами на государственные средства, выделенные российским правительством. Церковь оставалась постоянно открытой во время Первой мировой войны, межвоенного периода и Второй мировой войны. Пасторская деятельность была прервана только операцией «Висла» и принудительным переселением православных украинцев из Томашова. До 1957 года заброшенная церковь использовалась молочными заводами и постепенно пришла в упадок. В том же году был восстановлен православный приход в Томашове-Любельском и была проведена предварительная реконструкция здания. Более масштабные реставрационные работы проводились в конце 1980-х и в начале XXI века.

## Известные уроженцы
- Леон Пинскер — врач, публицист, идеолог сионизма, автор «Автоэмансипации».
- Йоанна Пакула — польская актриса в США.
- Адам Хумер — офицер Министерства общественной безопасности, осуждённый за применение пыток.
- Винценты Хумер — секретарь городского комитета компартии, отец Адама Хумера.
- Ян Леонович — антинацистский и антикоммунистический партизан, организатор убийства Винценты Хумера.

## Достопримечательности

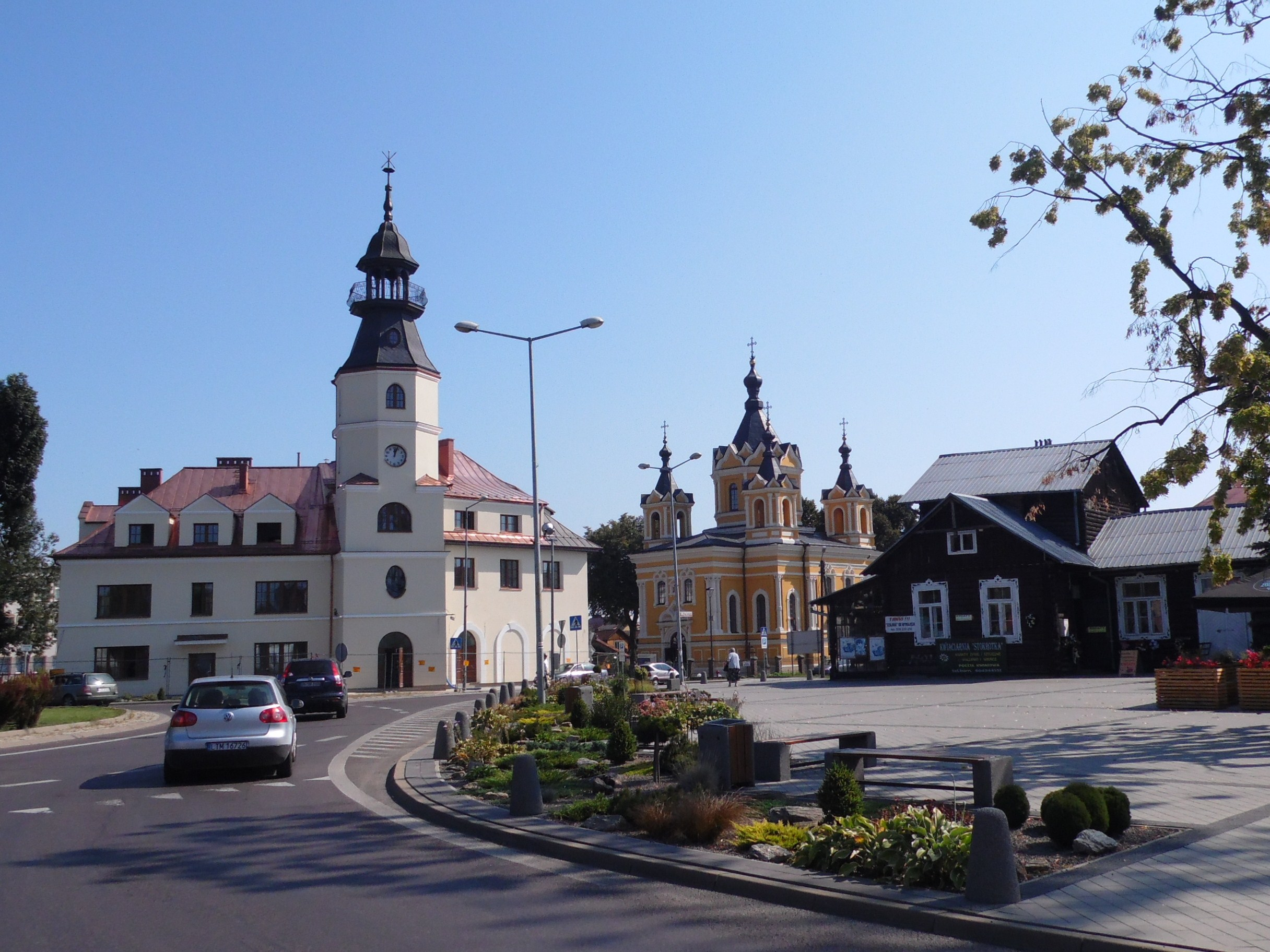
Центр (рыночная площадь)
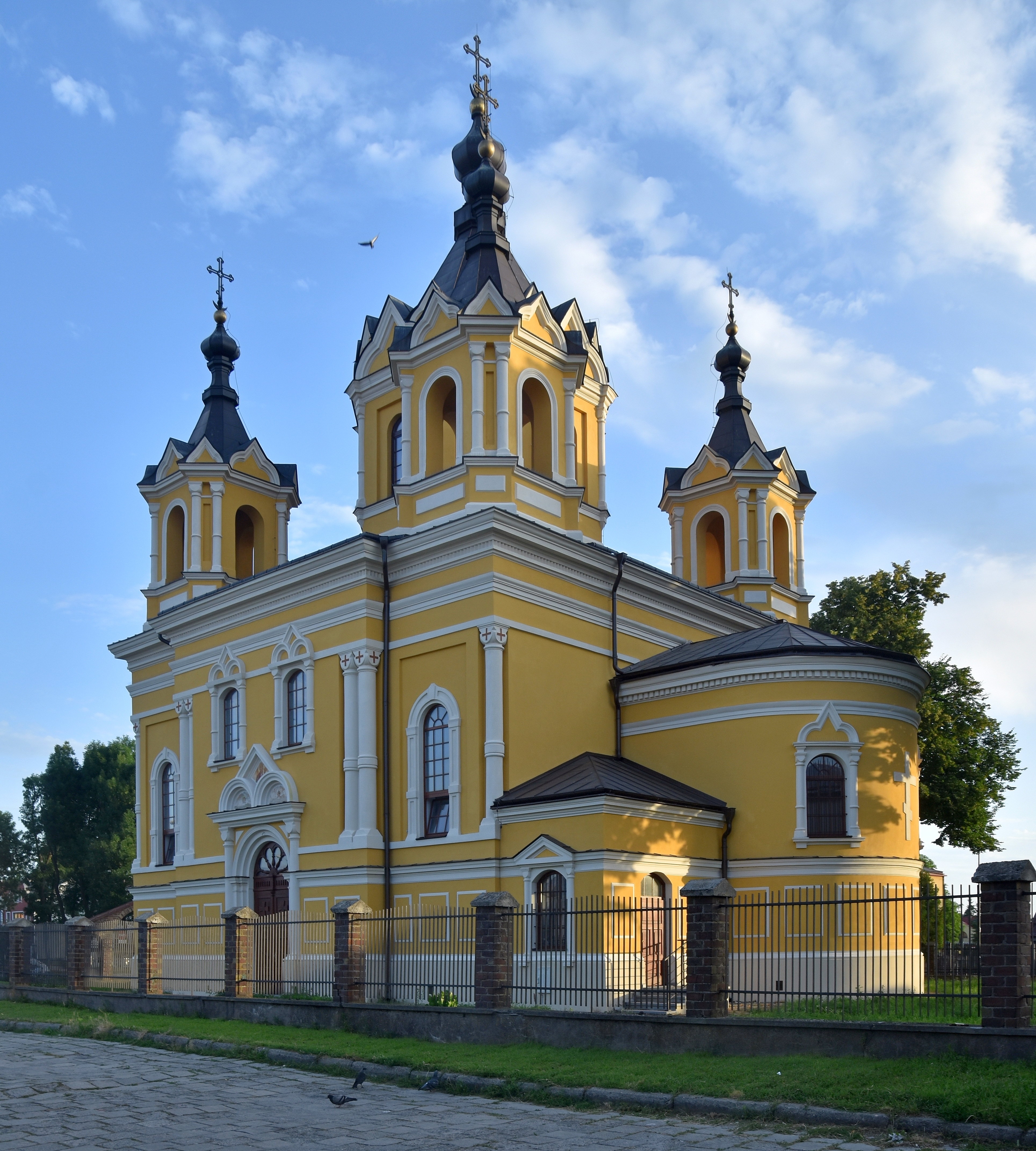
Церковь Святого Николая
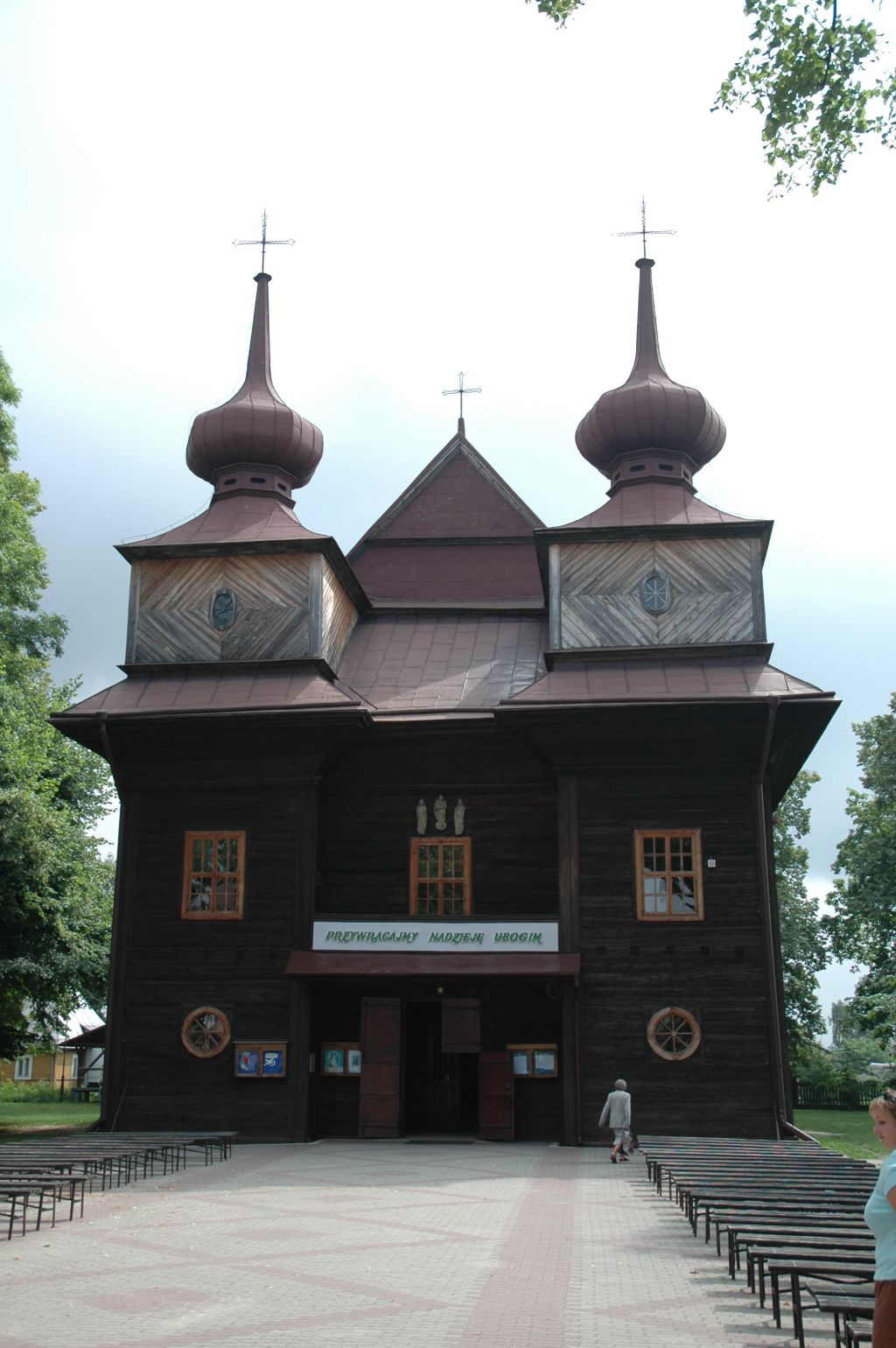
деревянная церковь
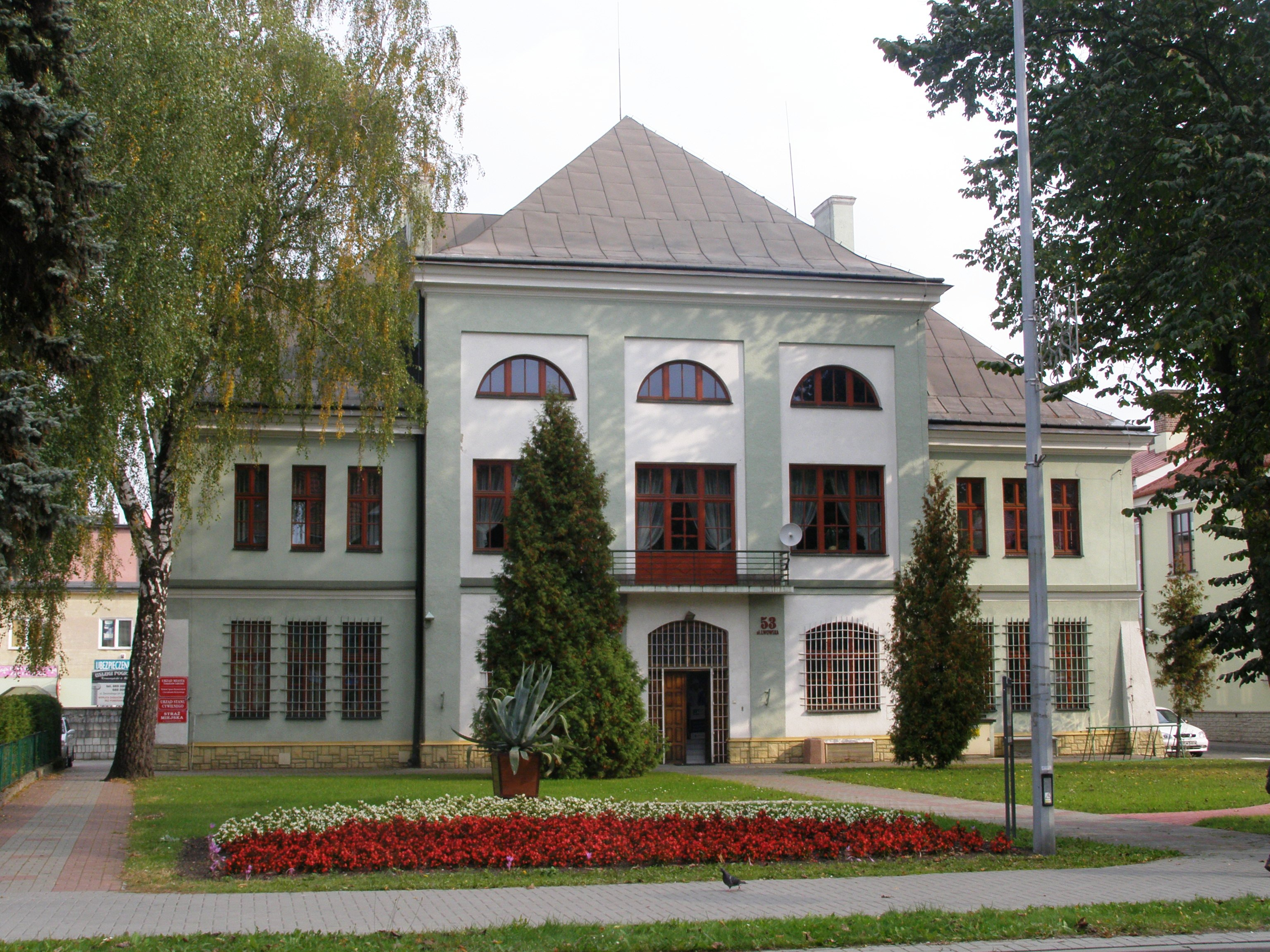
Историческое здание собрания округа